# Kauaikruiper
De kauaikruiper of ʻakikiki (Oreomystis bairdi) is een zangvogel uit de familie Fringillidae (vinkachtigen). De vogel werd in 1887 door de Noors/Amerikaanse dierkundige Leonhard Hess Stejneger geldig beschreven. Het is een ernstig bedreigde, endemische vogelsoort op Kauai, een eiland van Hawaï.

## Kenmerken
De vogel is 13 cm lang. De vogel gedraagt zich als een trage boomkruiper, maar is daarmee niet verwant. Het is een vinkachtige vogel met een kegelvormige snavel. Volwassen vogels zijn van boven grijsbruin en wit van onder met een roze snavel en poten. Onvolwassen vogels hebben een lichte ring om het oog.

## Verspreiding en leefgebied
Deze soort is endemisch op het eiland Kauai (Hawaï). Daar komt de vogel voor in inheems, montaan bos op hoogten tussen de 1000 en 1600 m boven zeeniveau.

## Status
De kauaikruiper heeft een zeer klein verspreidingsgebied en daardoor is de kans op uitsterven aanwezig. De grootte van de populatie werd in 2012 door BirdLife International geschat op 150 tot 610 volwassen individuen op grond van in 2007 uitgevoerd onderzoek. Het leefgebied van de vogel wordt bedreigd door het gewroet van verwilderde varkens die het karakter van het inheemse bos veranderen. Verder wordt gevreesd voor de verspreiding van invasieve muggen die besmet zijn met een voor vogels fatale malaria. Om deze redenen staat deze soort als ernstig bedreigd (kritiek) op de Rode Lijst van de IUCN.